# Martin Doležal
Pour les articles homonymes, voir Dolezal.
Martin Doležal, né le 3 mai 1990 à Valašské Meziříčí en Tchéquie, est un footballeur tchèque qui évolue au poste d'avant-centre au Zagłębie Lubin.

## Biographie

### Carrière en club

#### Sigma Olomouc
Formé au Sigma Olomouc, Martin Doležal fait ses débuts dans le championnat tchèque le 17 août 2008 face au Sparta Prague (match nul 1-1). Après avoir joué quelques matchs, il est prêté au modeste club du FK Fotbal Třinec où il est prêté pendant 1 an et demi. De retour de son prêt, il joue encore très peu mais il inscrit ses deux premiers buts pour le Sigma Olomouc le 27 février 2011 sur la pelouse du FK Ústí nad Labem (victoire du Sigma Olomouc 0-3). Le 1er juillet 2011 il est à nouveau prêté, cette fois au FC Brno où il fait une saison pleine. Il joue ensuite de nouveau pour son club formateur et arrive à en devenir un joueur important.

#### FK Jablonec
Le 27 janvier 2014, lors du mercato hivernal, il est recruté par le FK Jablonec. Il joue son premier match avec son nouveau club le 22 février 2014 lors d'une défaite (1-0) face au FC Slovacko. Le 27 avril 2014 il inscrit son premier but pour Jablonec face au FC Vysočina Jihlava. Ce jour-là il est également auteur d'une passe décisive et son équipe s'impose 3-0.

#### Zagłębie Lubin
Le 10 janvier 2022, Martin Doležal rejoint la Pologne en s'engageant avec le Zagłębie Lubin pour un contrat de deux ans et demi.

### En sélection nationale
Le 15 novembre 2018, il honore sa première sélection avec l'équipe nationale de Tchéquie contre la Pologne. Il entre en jeu à la place de Patrik Schick et les Tchèques s'imposent (0-1).

## Statistiques
| Saison                | Club                  | Championnat           | Championnat | Championnat | Coupe(s) nationale(s) | Coupe(s) nationale(s) | Compétition(s) continentale(s) | Compétition(s) continentale(s) | Compétition(s) continentale(s) | Total | Total |
| Saison                | Club                  | Division              | M.          | B.          | M.                    | B.                    | Comp.                          | M.                             | B.                             | M.    | B.    |
| 2008-2009             | Sigma Olomouc         | D1                    | 10          | 0           | -                     | -                     | -                              | -                              | -                              | 10    | 0     |
| 2010-2011             | Sigma Olomouc         | D1                    | 10          | 2           | 4                     | 0                     | -                              | -                              | -                              | 14    | 2     |
| 2012-2013             | Sigma Olomouc         | D1                    | 24          | 7           | 5                     | 2                     | -                              | -                              | -                              | 29    | 9     |
| 2013-2014             | Sigma Olomouc         | D1                    | 13          | 8           | 1                     | 0                     | -                              | -                              | -                              | 14    | 8     |
| Sous-total            | Sous-total            | Sous-total            | 57          | 17          | 10                    | 2                     | -                              | -                              | -                              | 67    | 19    |
| 2009-2010             | Fotbal Třinec (prêt)  | D2                    | 24          | 2           | -                     | -                     | -                              | -                              | -                              | 24    | 2     |
| 2010-2011             | Fotbal Třinec (prêt)  | D2                    | 13          | 0           | -                     | -                     | -                              | -                              | -                              | 13    | 0     |
| Sous-total            | Sous-total            | Sous-total            | 37          | 2           | -                     | -                     | -                              | -                              | -                              | 37    | 2     |
| 2011-2012             | Zbrojovka Brno (prêt) | D2                    | 29          | 6           | -                     | -                     | -                              | -                              | -                              | 29    | 6     |
| Sous-total            | Sous-total            | Sous-total            | 29          | 6           | -                     | -                     | -                              | -                              | -                              | 29    | 6     |
| 2013-2014             | FK Jablonec           | D1                    | 10          | 1           | 2                     | 0                     | -                              | -                              | -                              | 12    | 1     |
| 2014-2015             | FK Jablonec           | D1                    | 28          | 7           | 7                     | 3                     | -                              | -                              | -                              | 35    | 10    |
| 2015-2016             | FK Jablonec           | D1                    | 26          | 5           | 7                     | 6                     | C3                             | 4                              | 0                              | 37    | 11    |
| 2016-2017             | FK Jablonec           | D1                    | 21          | 8           | 1                     | 1                     | -                              | -                              | -                              | 22    | 9     |
| 2017-2018             | FK Jablonec           | D1                    | 30          | 7           | 5                     | 1                     | -                              | -                              | -                              | 35    | 8     |
| 2018-2019             | FK Jablonec           | D1                    | 29          | 15          | 1                     | 0                     | C3                             | 4                              | 1                              | 34    | 16    |
| 2019-2020             | FK Jablonec           | D1                    | 33          | 10          | 3                     | 1                     | C3                             | 2                              | 1                              | 38    | 12    |
| 2020-2021             | FK Jablonec           | D1                    | 31          | 14          | 2                     | 0                     | C3                             | 1                              | 0                              | 34    | 14    |
| 2021-2022             | FK Jablonec           | D1                    | 17          | 2           | 1                     | 1                     | C3+C4                          | 2+7                            | 0+1                            | 27    | 4     |
| Sous-total            | Sous-total            | Sous-total            | 225         | 69          | 29                    | 13                    | -                              | 20                             | 3                              | 274   | 85    |
| 2021-2022             | Zagłębie Lubin        | D1                    | 15          | 4           | -                     | -                     | -                              | -                              | -                              | 15    | 4     |
| 2022-2023             | Zagłębie Lubin        | D1                    | 17          | 2           | 1                     | 0                     | -                              | -                              | -                              | 18    | 2     |
| Sous-total            | Sous-total            | Sous-total            | 32          | 6           | 1                     | 0                     | -                              | -                              | -                              | 33    | 6     |
| Total sur la carrière | Total sur la carrière | Total sur la carrière | 380         | 100         | 40                    | 15                    | -                              | 20                             | 3                              | 440   | 118   |

## Palmarès
- Vainqueur de la Supercoupe de Tchéquie en 2012 avec le Sigma Olomouc.
- Finaliste de la Coupe de Tchéquie en 2016 et 2018 avec le FK Jablonec